# A. B. Imeson
A. B. Imeson foi um ator de cinema britânico.

## Filmografia selecionada
Seu primeiro papel atuando como Satanás foi no filme mudo The Picture of Dorian Gray (pt: O Retrato de Dorian Gray, 1916).
- Disraeli (1916)
- The Harbour Lights (1923)
- Out to Win (1923)
- Bonnie Prince Charlie (1923)
- The Virgin Queen (1923)
- I Will Repay (1923)
- The White Shadow (1923)[1][2]
- The Notorious Mrs. Carrick (1924)
- False Colours (1927)
- Spangles (1928)
- The Burgomaster of Stilemonde (1929)
- After the Verdict (1929)

## Retrato
A National Portrait Gallery em Londres, Reino Unido, detém um retrato de Imeson por Alexander Bassano.